# Кожевников, Евгений Михайлович
Евгений Михайлович Кожевников (10 декабря 1923 года—1 мая 2002 года) — советский и российский учёный-педагог, член-корреспондент АПН СССР (1978), член-корреспондент РАО (1993).

## Биография
Родился 10 декабря 1923 года в пос. Мишеронский Шатурского района Московской области.
Участник Великой Отечественной войны. Был призван в РККА в 1941 году. Начал службу в действующей армии в апреле 1942 года лейтенантом, командиром пулемётной роты в составе 27-й армии (впоследствии — 4-я ударная армия Северо-Западного фронта). Воевал в разведке 33-й отдельной стрелковой бригады 1-й ударной армии. Служил в разведотделе штаба 14-й армии на Карельском фронте. Имел ранения. Закончил войну в звании капитана. До августа 1946 года продолжал военную службу в разведотделе штаба Беломорского военного округа.
В 1953 году окончил исторический факультет Московского государственного университета.
В 1969 году защитил кандидатскую диссертацию по теме: «Борьба Коммунистической партии за дальнейшее укрепление Советского государства в предвоенные годы (1936—1941)».
В 1971 году защитил докторскую диссертацию по теме: «Исторический опыт КПСС по руководству Советским государством в предвоенные годы: 1935—1941».
С 1950 по 1954 годы — ответственный секретарь Объединённого профсоюзного комитета МГУ, с 1956 по 1959 годы — помощник проректора по вечернему и заочному образованию, с 1959 по 1963 годы — заместитель проректора по учебной работе, с 1963 по 1964 годы — заместитель секретаря партийного комитета МГУ по идеологической работе.
С 1989 по 1995 годы — главный научный сотрудник Научно-исследовательского центра космической документации Главархива СССР/Российского НИЦ космической документации.
С 1995 по 1999 годы — главный научный сотрудник сектора научно-аналитической работы, с 1999 по 2002 годы — лаборатории проблем семейной политики Института семьи Министерства социальной защиты РФ/ГНИИ семьи и воспитания.
В 1978 году избран членом-корреспондентом АПН СССР от Отделения философии образования и теоретической педагогики, в 1993 году — стал членом-корреспондентом РАО.
Евгений Михайлович Кожевников умер 1 мая 2002 года в Москве.

## Научная деятельность
Область научных интересов: проблемы развития вечернего и заочного обучения, принципы организации учебной практики, совершенствование школьного и высшего образования; политическая пропаганда в средней школе, преподавание истории КПСС в высшей школе.
Автор учебных пособий для средней школы.
Основные труды
- «Общеобразовательная школа: перспективы развития» (1986)
- учебное пособие «Исторический опыт КПСС по руководству Советским государством в предвоенные годы (1935—1941)» (1971).

## Награды
- Два ордена Отечественной войны 1 степени (22.11.1944, 06.04.1985)
- Орден Трудового Красного Знамени
- Два ордена «Знак Почёта»
- медали.